# 中华马鲛
中华马鲛（学名：Scomberomorus sinensis）又名中華馬加鰆，俗名青鮫、牛皮鮫、马鲛，为輻鰭魚綱、鱸形目、鯖亞目、鲭科、马鲛属的鱼类。该物种的模式产地在中国，分布于南海、台湾海峡、东海、黄海等海域，属于近海暖水性中上层鱼类，體長可達218公分，可食用。
其种加词“sinensis”意为“中华的”。